# روم (تیرول)
روم (به آلمانی: Rum) یک منطقهٔ مسکونی در اتریش است که در اینسبروک لند واقع شده‌است. روم ۸٫۶ کیلومتر مربع مساحت دارد ۶۲۱ متر بالاتر از سطح دریا واقع شده‌است.